# Вернер, Ильза
Ильза Вернер  (нем. Ilse Werner, 11 июля 1921 — 8 августа 2005) — нидерландско-немецкая актриса и певица. Период её наибольшего успеха и популярности пришёлся на времена нацистской Германии.

## Биография
Ильза Вернер (имя при рождении Ильза Шарлотта Штилль, нем. Ilse Charlotte Still) родилась в Батавии (Голландская Ост-Индия, ныне Джакарта, Индонезия) в 1921 г. Её отец был нидерландским плантатором, мать — немкой. После потери плантации семья в 1931 г. переехала сначала во Франкфурт, а в 1934 г. — в Вену.
По окончании школы Ильза училась в актёрской школе Макса Рейнхардта и там получила сценический псевдоним Ильза Вернер. В 1937 г. она дебютировала в венском театре в Йозефштадте в пьесе Glück («Счастье») и в 1938 г. исполнила свою первую кинороль в австрийском фильме Die unruhigen Mädchen («Беспокойные девушки»). После этого фильма Ильза заключила контракт с киностудией UFA, и следующий фильм, Wunschkonzert (1940), сделал Ильзу звездой. Кино позволяло людям отвлечься от идущей Второй мировой войны. Блестяще сыгранные роли в этих и последующих фильмах и транслируемые телешоу способствовали росту популярности Ильзы.
Несмотря на то, что в фильмах с участием Ильзы не было ничего, прославлявшего нацизм, её имя ассоциировалась с нацистской Германией, и ей несколько лет запрещали сниматься в кино. Ильза 4 года работала на озвучивании фильмов, например, её голосом говорили Оливия де Хэвилленд в «Приключениях Робин Гуда», Полетт Годдар в «Рипе, Диком ветре», Морин О’Хара в «Чёрном лебеде».
Первый послевоенный фильм Ильзы был снят в 1948 г., но успеха не имел — типаж Ильзы Вернер перестал быть популярным. Последний фильм, в котором она снялась, назывался Die Herrin vom Sölderhof и вышел в 1955 г. В том же году она приняла немецкое гражданство — до того она оставалась гражданкой Нидерландов.
В дальнейшем до 1990 г. Ильза Вернер играла в театрах, например, блистала в мюзикле Король и я, снималась в телешоу, телефильмах и киносериалах. В выступлениях она использовала свой талант художественного свиста.
Последний фильм с её участием назывался Die Hallo-Sisters, в прокат не выходил и показывался только по телевизору.
Была награждена орденом «За заслуги перед ФРГ».
Последние годы жизни Ильза Вернер прошли в одиночестве в доме престарелых в Любеке. Она скончалась во сне в 2005 г. в возрасте 84 лет от пневмонии. Согласно завещанию Была похоронена в Бабельсберге.

## Личная жизнь
В 1947 г. Ильза Вернер в Вене вышла замуж за американского журналиста. Сначала они жили в Мюнхене, затем в 1949 г. уехали в США в Нью-Йорк, потом переехали в Калифорнию. Они развелись в 1952 г. Ильза вернулась в Германию, в 1954 г. снова вышла замуж за композитора Йозефа Ниссена, но в 1966 г. распался и этот брак.

## Фильмография
- 1938: «Die unruhigen Mädchen/Finale»
- 1938: «Frau Sixta»
- 1938: «Das Leben kann so schön sein»
- 1939: «Bel Ami (1939)|Bel Ami»
- 1939: Drei Väter um Anna
- 1939: Fräulein
- 1939: «Ihr erstes Erlebnis»
- 1940: «Bal paré»
- 1940: «Wunschkonzer»
- 1941: «U-Boote westwärts!»
- 1941: «Die schwedische Nachtigall»
- 1942: «Wir machen Musik»
- 1942: «Hochzeit auf Bärenhof»
- 1943: «Münchhausen»
- 1944: «Große Freiheit Nr. 7»
- 1945: «Das seltsame Fräulein Sylvia»
- 1948: «Leckerbissen»
- 1949: «Geheimnisvolle Tiefe»
- 1950: «Epilog — Das Geheimnis der Orplid»
- 1950: «Gute Nacht, Mary»
- 1951: «Königin einer Nacht»
- 1951: «Mutter sein dagegen sehr»
- 1953: «Der Vogelhändler»
- 1954: «Ännchen von Tharau»
- 1954: «Ein toller Tag»
- 1955: «Griff nach den Sternen»
- 1955: «Die Herrin vom Sölderhof»
- 1990: «Die Hallo-Sisters»